# Emil Anhalt
Emil Traugott Adolf Anhalt (* 11. September 1816 in Weimar; † 29. Juni 1896 ebenda) war ein deutscher Sprachlehrer und Schriftsteller.

## Leben
Als Sohn eines Militär-Fourniers geboren, studierte Anhalt Evangelische Theologie und Philologie in Jena. Während seines Studiums wurde er 1837 Mitglied der Burgkellerburschenschaft, später der Fürstenkeller-Burschenschaft. Er wurde zum Dr. phil. promoviert und arbeitete als Sprachlehrer in Weimar.

## Veröffentlichungen (Auswahl)
- Aus Weimars Novembertagen. 6 Gedichte. Jena 1845.
- Darstellung des Erziehungswesens im Zusammenhange mit der allgemeinen Culturgeschichte. Jena 1845. (Online)
- Die Volksschule und ihre Nebenanstalten. Jena 1846. (Online)
- Die Universität. Überblick ihrer Geschichte und Darstellung ihrer gegenwärtigen Aufgabe. Jena 1846.
- Die Trennung der Jenaer Burschenschaft im Januar 1840: Erinnerungen eines alten Burschenschafters. In: Georg Heer: Quellen und Darstellungen zur Geschichte der Burschenschaft und der deutschen Einheitsbewegung. Band 14, Heidelberg 1935, S. 213–228.